# Marcel Paeschen
Marcel Paeschen (ur. 30 kwietnia 1937 w Ougrée – zm. 21 marca 2002 w Liège) – belgijski piłkarz grający na pozycji napastnika. Był reprezentantem Belgii.

## Kariera klubowa
Całą swoją karierę piłkarską Paeschen spędził w klubie Standard Liège. W Standardzie zadebiutował w sezonie 1954/1955 w pierwszej lidze belgijskiej i grał w nim do końca sezonu 1965/1966 rozgrywając w nim 228 ligowych meczów i strzelając 63 gole. Wraz ze Standardem trzykrotnie wywalczył tytuł mistrza Belgii w sezonach 1957/1958, 1960/1961 i 1962/1963 oraz dwa wicemistrzostwa w sezonach 1961/1962 i 1964/1965. Zdobył też Puchar Belgii w sezonie 1965/1966.
| Sezon   | Klub           | Kraj   | Rozgrywki  | Mecze | Gole |
| ------- | -------------- | ------ | ---------- | ----- | ---- |
| 1954/55 | Standard Liège | Belgia | Division 1 | 10    | 4    |
| 1955/56 | Standard Liège | Belgia | Division 1 | 21    | 7    |
| 1956/57 | Standard Liège | Belgia | Division 1 | 28    | 6    |
| 1957/58 | Standard Liège | Belgia | Division 1 | 25    | 8    |
| 1958/59 | Standard Liège | Belgia | Division 1 | 19    | 8    |
| 1959/60 | Standard Liège | Belgia | Division 1 | 21    | 10   |
| 1960/61 | Standard Liège | Belgia | Division 1 | 26    | 6    |
| 1961/62 | Standard Liège | Belgia | Division 1 | 23    | 6    |
| 1962/63 | Standard Liège | Belgia | Division 1 | 6     | 2    |
| 1963/64 | Standard Liège | Belgia | Division 1 | 26    | 3    |
| 1964/65 | Standard Liège | Belgia | Division 1 | 13    | 1    |
| 1965/66 | Standard Liège | Belgia | Division 1 | 10    | 2    |

## Kariera reprezentacyjna
W reprezentacji Belgii Paeschen zadebiutował 8 grudnia 1957 w zremisowanym 1:1 towarzyskim meczu z Turcją, rozegranym w Ankarze. Grał w eliminacjach do MŚ 1962. Od 1957 do 1964 rozegrał w kadrze narodowej 16 meczów i strzelił 4 gole.